# Закат (фильм, 1988)
«Закат» (англ. Sunset) — американский детектив 1988 года режиссёра Блейка Эдвардса.

## Сюжет
1929 год. В Голливуд приезжает знаменитый шериф Вайетт Эрп, чтобы стать консультантом фильма о себе самом. Его роль в картине достаётся главной звезде вестернов того времени Тому Миксу. Однажды вечером Эрп и Микс отправляются в бар, где становятся невольными свидетелями убийства хозяйки бара. Эрп замечает машину, на которой убегает убийца, но местная полиция не придаёт значения словам старого шерифа. Тогда Вайетт Эрп и Том Микс начинают собственное расследование.

## В ролях
| Актёр              | Роль                   |
| ------------------ | ---------------------- |
| Брюс Уиллис        | Том Микс               |
| Джеймс Гарнер      | Вайетт Эрп             |
| Малкольм Макдауэлл | Альфе Альперин         |
| Мэриел Хемингуэй   | Шерил Кинг             |
| Кэтлин Куинлан     | Нэнси                  |
| Дженнифер Эдвардс  | Виктория Альперин      |
| Патриция Годжа     | Кристина Альперин      |
| Ричард Брэдфорд    | капитан Блекворт       |
| М. Эммет Уолш      | шеф Марвин Дибнер      |
| Джо Даллесандро    | Голландец Киффер       |
| Андреас Кацулас    | Артур                  |
| Дэнн Флорек        | Марти Голдберг         |
| Билл Маркус        | Гел Флинн              |
| Майкл С. Гвин      | Мучай                  |
| Дермот Малруни     | Майкл Альперин         |
| Миранда Гаррисон   | испанская танцовщица   |
| Лиз Торрес         | Роза                   |
| Кастула Гуэрра     | Панчо                  |
| Декин Мэттьюз      | Уильям Сингер          |
| Вернон Уэллс       | австралийский выбивала |

## Награды и номинации
- Номинация на премию «Оскар» за лучший дизайн костюмов (Патриция Норрис)[4].
- Антипремия «Золотая малина» за худшую режиссуру (Блейк Эдвардс), номинация за худшую женскую роль второго плана (Мэриел Хемингуэй)[5].